# انتخابات ریاست‌جمهوری آبخازستان (۲۰۲۰)
انتخابات ریاست‌جمهوری آبخازستان (انگلیسی: 2020 Abkhazian presidential election) پس از اینکه رائول خاجیمبا رئیس‌جمهور پیشین جمهوری آبخازیا پس از تلاطم در صحنه سیاسی کشور و بدنبال اعتراضات نسبت به کاندیدا شدن خاجیمبا از نامزدی مجدد او در انتخابات ریاست‌جمهوری استعفا داد، دیوان عالی کشور متعاقباً در پی تبعات بحرانی که حول مسمومیت بژانیا در زمینه انتخابات آبخازیا به‌وجود آمده بود،  نتیجه  انتخابات ۲۰۱۹ را باطل اعلام کرد و ۲۲ مارس ۲۰۲۰ را برای انتخابات ریاست‌جمهوری آبخازستان اعلام نمود. آبخازستان سرزمینی است واقع در غرب قفقاز و کرانهٔ شرقی دریای سیاه که حدود ۲۴۲ هزار نفر جمعیت دارد و اغلب تابعیت روسی دارند.
اسلان بژانیا که رئیس سرویس امنیتی کشور بوده‌است، هم‌اکنون در موضع ریاست‌جمهوری آبخازستان قرار دارد اما به دلیل مسمومیت مشکوک ناشی از دوز زیادی جیوه و آلومینیوم در خونش دوره نقاهت را در بیمارستانی در روسیه می‌گذراند، والری بگانبا موقتاً کفیل او هست، در پی نتیجه انتخابات ۲۰۱۹ بژانیا با حدود ۵۹ درصد آرا در صدر قرار گرفت.